# Jon Farriss
Jon Farriss (właśc. Jonathon James Farriss, ur. 10 sierpnia 1961 w Perth) – perkusista zespołu INXS.
Najmłodszy z braci Farriss. Debiutował w młodzieżowym zespole Top cat w roli perkusisty. Gry na tym instrumencie uczył się już od 4 roku życia. 
Kiedy w 1977 jego starsi bracia wraz z Kirkiem Pengilly, Garrym Gary Beersem oraz Michaelem Hutchence'em stworzyli nowy zespół The Farriss Brothers Jon również wstąpił w szeregi grupy. Współpracował również z Richardem Claptonem, Markiem Opitz'em, Kam Sha, Jimmym Barnes'em, Sharon O'Neill's, Absent Friends', Jimmym Barnes'em. 
Stworzył studio nagrań nazwane Area51.